# Långgölen (Byarums socken, Småland)
Långgölen är en sjö i Vaggeryds kommun i Småland och ingår i Lagans huvudavrinningsområde. Sjön är 7,7 meter djup, har en yta på 0,021 kvadratkilometer och befinner sig 261 meter över havet.